# Arthur Rémy
Arthur Rémy , né le 2 août 1878 à Marissel (aujourd'hui Beauvais) dans l'Oise et mort le 28 mai 1959 à Somain dans le Nord, est un industriel et un aviateur français. Il est le père du sculpteur Julien Rémy.

## Biographie
Arthur Paul Rémy naît le 2 août 1878 à Marissel dans l'Oise, il est le fils de Gustave Rémy et d'Azélie Berteaux. Son nom est mal orthographié : Remi est corrigé en Rémy sur son acte de naissance en 1960 après sa mort. 
Il se marie le 19 janvier 1903 à Somain avec Léonie Mio. Il a une fille, Juliette Azélie, née le 20 juillet 1903, et un fils, Julien, devenu sculpteur, né le 16 septembre 1905.
Il fonde à Somain La Bouchonnerie Capsulerie en 1922. Cette entreprise est toujours active un siècle plus tard.
Il meurt le 28 mai 1959 à Somain. Il est inhumé au cimetière de Somain, carré no 6, tombe no 30. Dans sa tombe se trouvent notamment ses parents, beaux-parents, sa fille et son gendre. Son fils est quant à lui enterré au cimetière de Fenain.

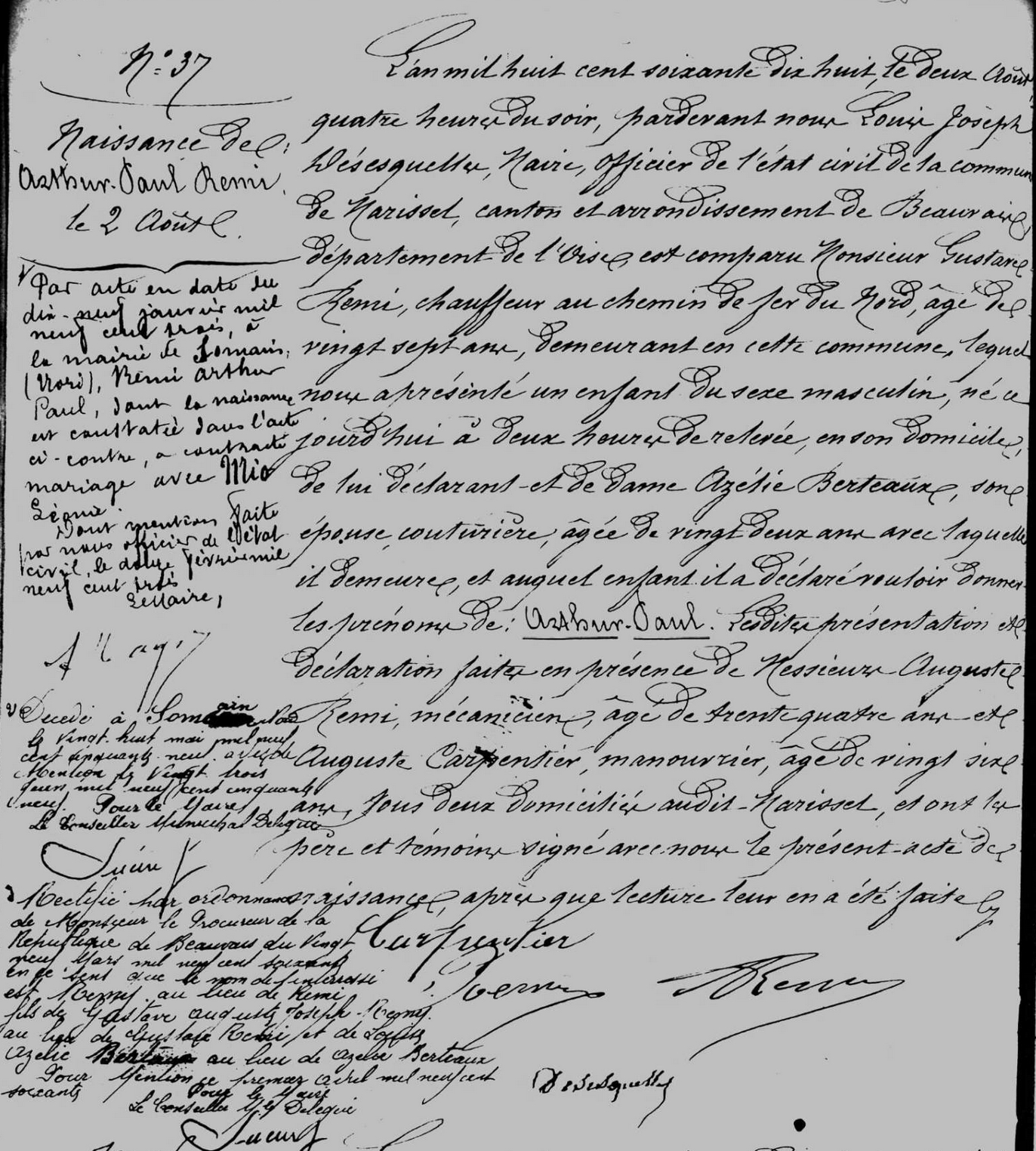
Son acte de naissance.
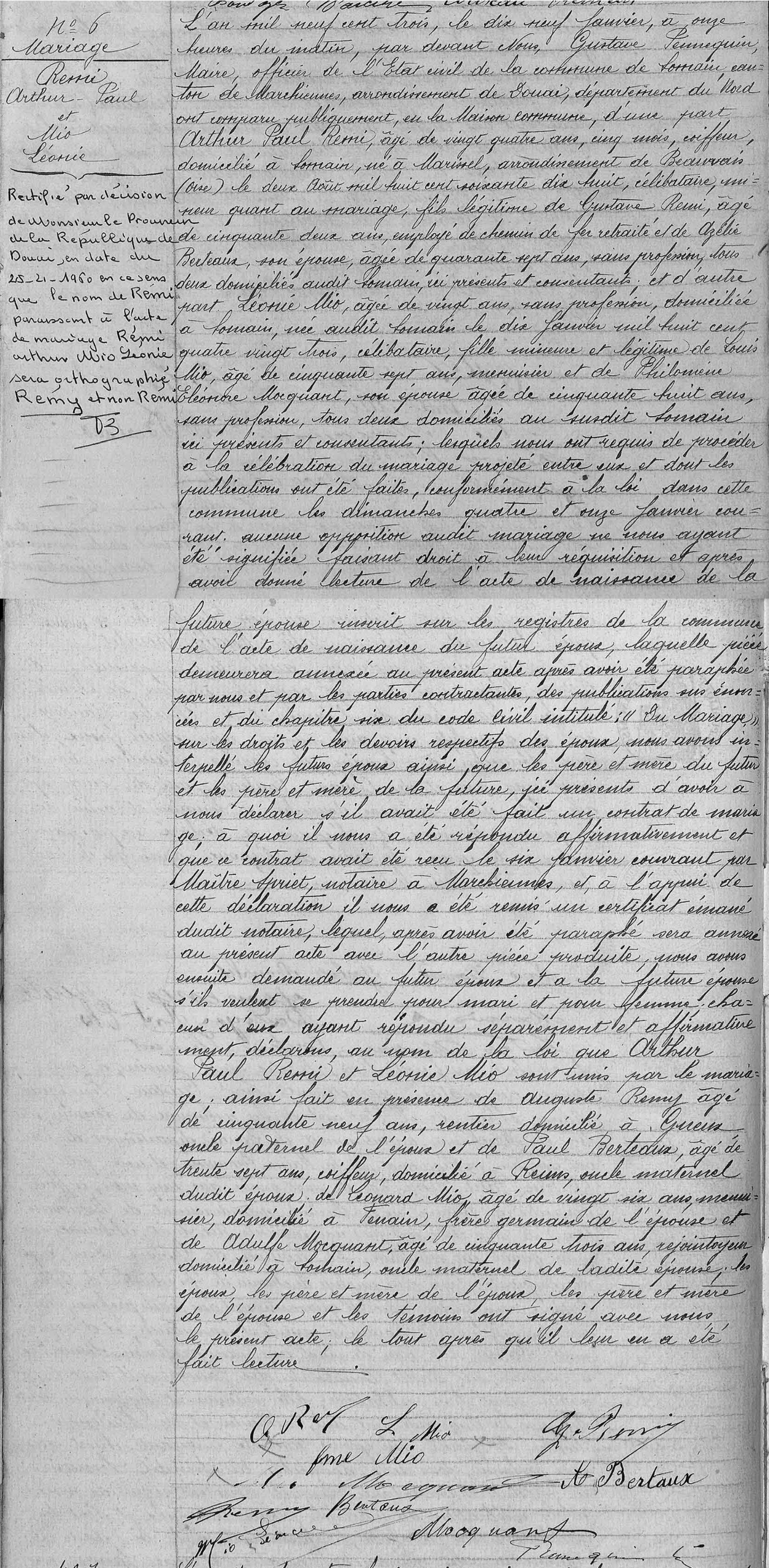
Son acte de mariage.